# Mátay Andrea
Mátay Andrea (Budapest, 1955. szeptember 27. –) atléta, magasugró, fedett pályás Európa-bajnok és 2. helyezett. Szabadtéri versenyen az egyéni legjobbja 194 cm, amelyet 1979-ben a Mexikóvárosban megrendezett Universiadén teljesített, ahol aranyérmes lett.

## Pályafutása
1974-ben az I. István Gimnáziumban érettségizett. Fedett pályán Európa-bajnoki elsőséget szerzett 1979-ben, Bécsben. Ebben az évben ugrotta Budapesten élete legjobbját (198 cm), amellyel egy ideig világcsúcs tartó volt.
A következő évben a fedett pályás Európa-bajnokságon ezüstérmet szerzett.
Magyar bajnokságot hatszor nyert, 1973, 1975, 1977, 1978, 1979 és 1985 években. Az év sportolónőjének választották 1979-ben.
Pályafutása után a Népsport, majd a Nemzeti Sport újságírója és gimnáziumi matematikatanár lett.

## Eredményei
| Év   | Verseny                          | Helyszín                    | Helyezés | Sportág    | Megjegyzés    |
| ---- | -------------------------------- | --------------------------- | -------- | ---------- | ------------- |
| 1973 | fedett pályás Európa-bajnokság   | Rotterdam Hollandia         | 5.       | Magasugrás | -             |
| 1976 | 1976. évi nyári olimpiai játékok | Montréal Kanada             | 9.       | Magasugrás | +             |
| 1977 | fedett pályás Európa-bajnokság   | San Sebastian Spanyolország | 4.       | Magasugrás | +             |
| 1978 | fedett pályás Európa-bajnokság   | Milánó Olaszország          | 4.       | Magasugrás | +             |
| 1978 | Európa-bajnokság                 | Prága Csehszlovákia         | 6.       | Magasugrás | +             |
| 1979 | fedett pályás Európa-bajnokság   | Bécs Ausztria               | 1.       | Magasugrás | +             |
| 1979 | Universiade                      | Mexikóváros Mexikó          | 1.       | Magasugrás | 194 cm CR, PB |
| 1980 | fedett pályás Európa-bajnokság   | Sindelfingen NSZK           | 2.       | Magasugrás | +             |
| 1980 | 1980. évi nyári olimpiai játékok | Moszkva Szovjetunió         | 10.      | Magasugrás | +             |
| 1985 | fedett pályás Európa-bajnokság   | Athén Görögország           | 6.       | Magasugrás | +             |
| 1988 | fedett pályás Európa-bajnokság   | Budapest Magyarország       | 7.       | Magasugrás | +             |

CR = bajnoki csúcs (champion record)

PB = egyéni csúcs (personal best)

## Díjai, elismerései
- Az év magyar atlétanője (1979)
- Az év magyar sportolónője (1979)